# Талсу
Та́лсу, или Мартинелли (латыш. Talsu ezers, Martinelli ezers) — озеро в Латвии. Расположено в центре города Талси.
Площадь поверхности — 3,6 км².
Считается одним из наиболее загрязнённых озёр Латвии, просматривается лишь на глубину 0,2 м. Образовалось как подлёдное озеро.
На берегах озера находятся Талсинское городище (высота — 32 метра над уровнем моря) и памятник участникам гражданской войны в Латвии «Talsu koklētājs».